# Chef-du-Pont
Chef-du-Pont település Franciaországban, Manche megyében. Lakosainak száma 670 fő (2018. január 1.). Chef-du-Pont Sainte-Mère-Église, Beuzeville-la-Bastille, Carquebut és Picauville községekkel határos.

## Népesség
A település népességének változása:
| Lakosok száma | 785  | 826  | 817  | 834  | 745  | 760  | 723  | 694  | 667  | 670  |
|               | 1962 | 1968 | 1982 | 1990 | 1999 | 2008 | 2011 | 2013 | 2017 | 2018 |